# Anwar Ali (ur. 2000)
Anisa Anwar Ali (ur. 28 sierpnia 2000 w Adampurze w stanie Pendżab) – indyjski piłkarz grający na pozycji obrońcy w FC Goa. W swojej karierze grał również w takich klubach jak: RoundGlass Punjab, Indian Arrows, Mumbai City, Mohammedan SC, Techtro Swades United oraz Delhi FC. W 2019 roku został zawieszony przez Indyjską Federację Piłki Nożnej ze względu na stan zdrowia. Dyskwalifikacja później została zniesiona. W reprezentacji Indii zadebiutował 23 marca 2022 w meczu z Bahrajnem. Pierwszą bramkę w kadrze zdobył 14 czerwca 2022 w starciu z Hongkongiem.